# Crupilly
Crupilly ist eine französische Gemeinde mit 64 Einwohnern (Stand 1. Januar 2022) im Département Aisne in der Region Hauts-de-France (vor 2016 Picardie). Sie gehört zum Arrondissement Vervins, zum Kanton Guise und zum Kommunalverband Thiérache Sambre et Oise.

## Geographie
Die Gemeinde Crupilly liegt im Norden der Landschaft Thiérache, 16 Kilometer nordwestlich von Vervins. Nachbargemeinden von Crupilly sind sowie Chigny von Nordwesten, Norden, Osten und Südosten sowie Malzy im Südwesten und Westen.

## Bevölkerungsentwicklung
| Jahr                       | 1962 | 1968 | 1975 | 1982 | 1990 | 1999 | 2011 | 2021 |
| Einwohner                  | 91   | 87   | 64   | 63   | 76   | 64   | 71   | 64   |
| Quellen: Cassini und INSEE |      |      |      |      |      |      |      |      |

## Sehenswürdigkeiten

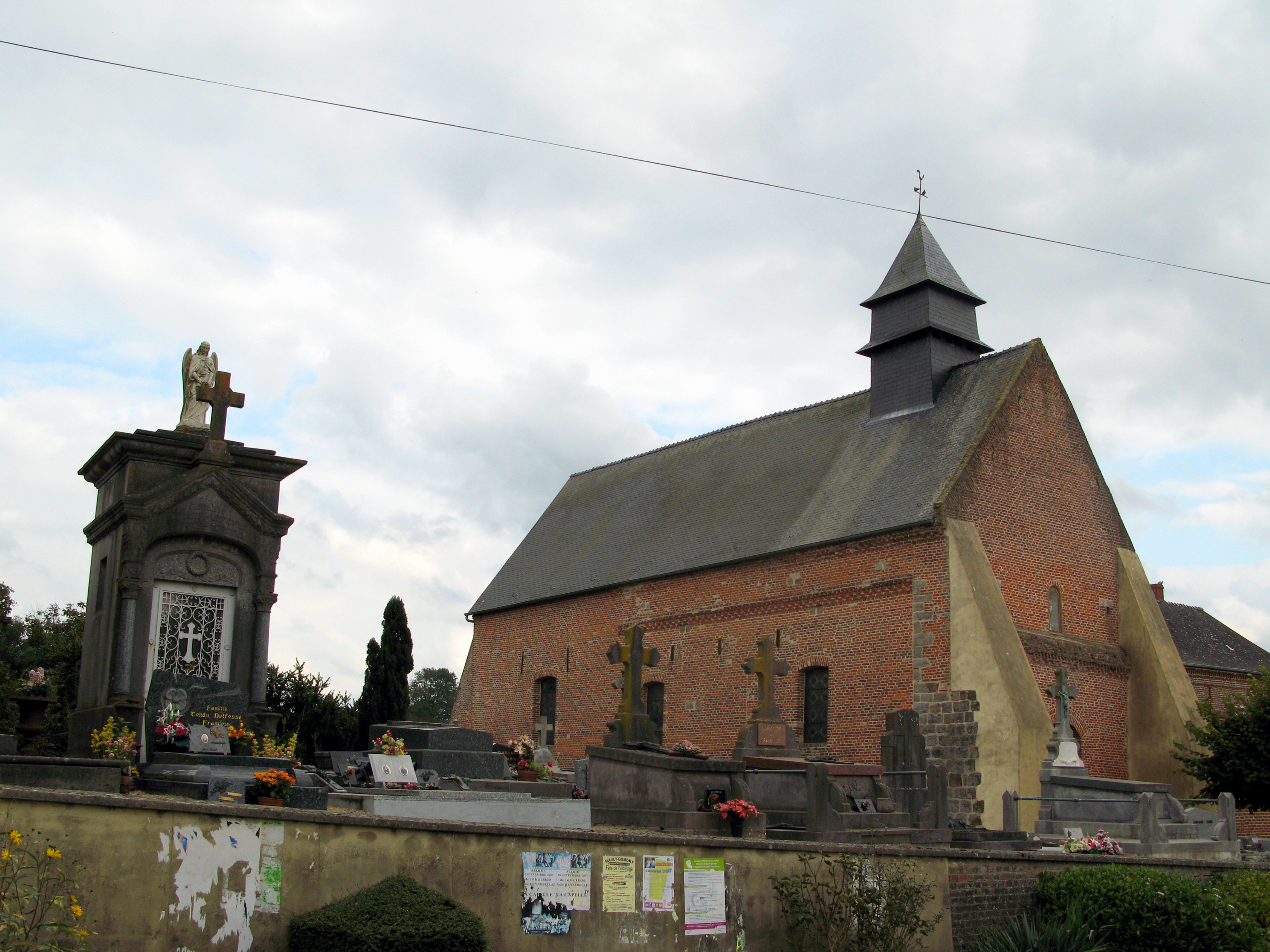
Wehrkirche Saint-Michel
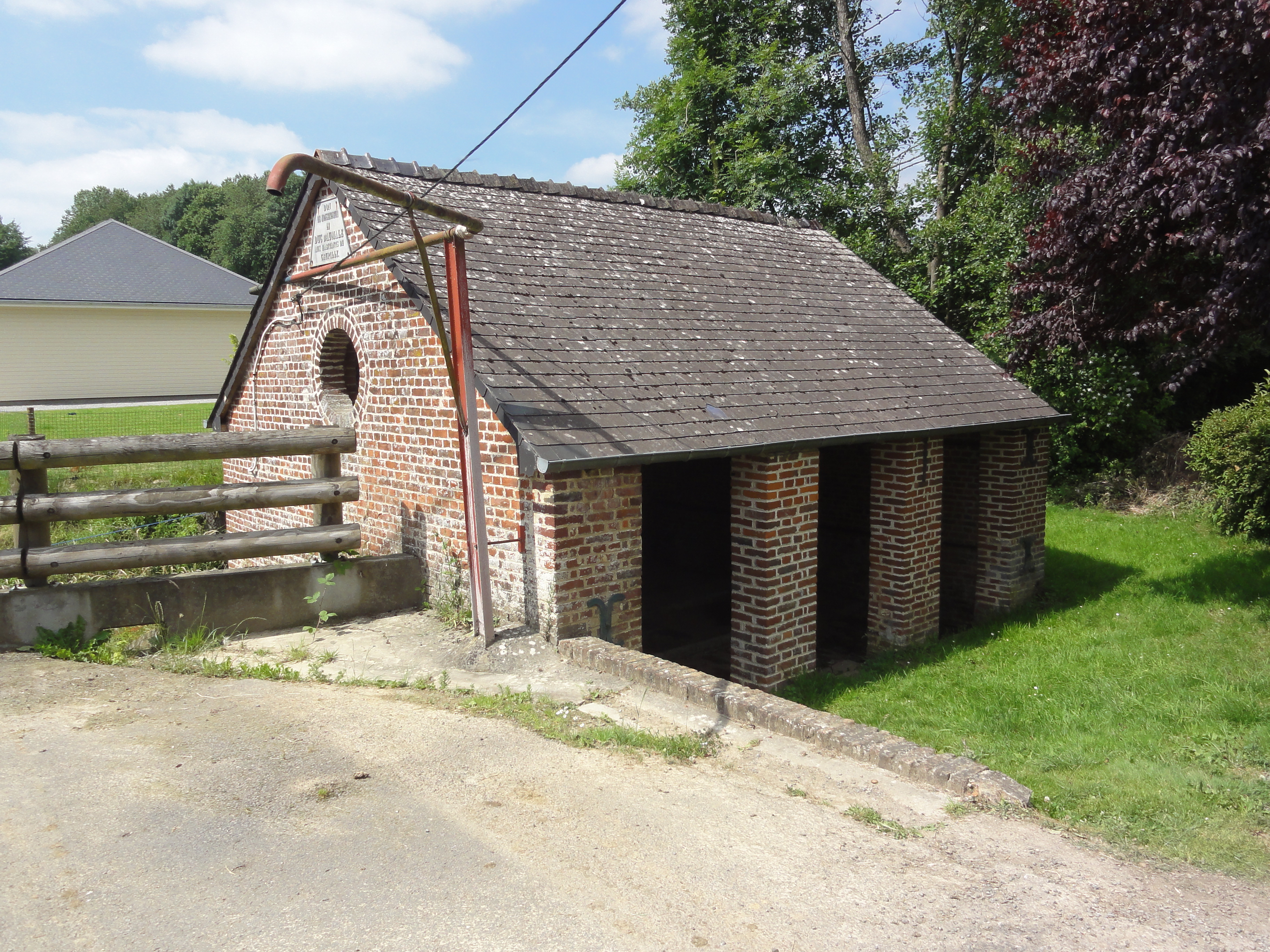
Lavoir

- Wehrkirche Saint-Michel
- Lavoir